# Westland Helicopters

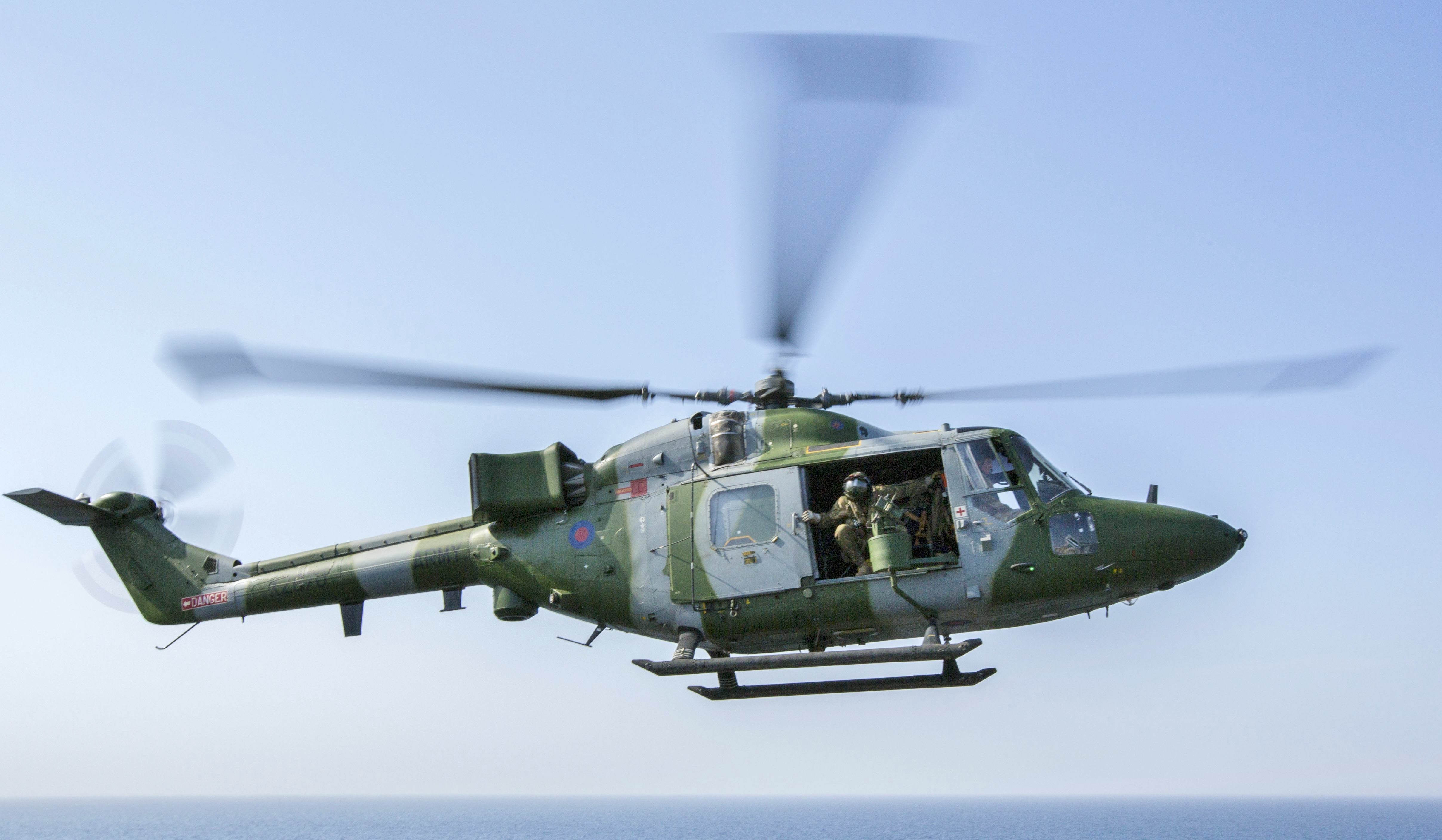
Westland Lynx.

Westland Helicopters var en brittisk helikoptertillverkare. Företaget bildades 1960 genom en sammanslagning av Westland Aircraft, Bristol Aeroplane Company, Fairey Aviation Company och Saunders-Roe. År 2001 slogs företaget samman med Agusta till AgustaWestland som ägs av Finmeccanica.
Ett samarbetsavtal franska Aérospatiale ledde fram till tre helikoptermodeller: Aérospatiale Puma, Aérospatiale Gazelle och Westland Lynx.